# Costumari Català
O Costumari Català é o trabalho principal do grande folclorista catalão Joan Amades. Levou o curso do ano como um subtítulo. É o trabalho etnográfico de referência para qualquer questão relacionada às tradições e costumes das terras da língua catalã.
Consiste em cinco volumes ilustrados que ordenam o conteúdo ao longo do ano, a passagem das estações. A primeira edição data de 1952, em cinco volumes, da Editorial Salvat. Em 1982, a editorial Salvat e a Edicions 62, em colaboração, fizeram uma reedição em fac-símile. Os cinco livros preenchem mais de 5.000 páginas.

## Objetivo, método e conteúdo da obra
O objetivo do Costumari foi colecionar e deixar um registro escrito de tudo o que os catalães foram conduzidos pela tradição. Amade movimentos motivados por dois motivos: o interesse etnográfico, isto é, os próprios costumes e a percepção de que o conhecimento tradicional foi ameaçado. 
Portanto, propõe-se fazer uma coleção ampla e inclusiva: crenças, preocupações, superstições, provas, músicas, danças, jogos, documentos gráficos, costumes, fábulas, etc. Ele está muito consciente de que ele está indiretamente fazendo importantes trabalhos de compilação lexicográfica. Ele teve a colaboração de Joan Tomàs y Parés, que o ajudou especialmente na investigação de músicas e músicas populares em todo o território catalão. 
Amades usa dois tipos de fontes: a entrevista bibliográfica e direta para pessoas de todos os tipos, idade, estabelecimento e ocupação.
Os dados coletados foram estruturados em dois aspectos muito diferenciados:
- Costumes coletivos: que são organizados no decorrer do ano. As estações e os meses do ano servem para estruturar os volumes. Estes conteúdos são aqueles que coleta o trabalho que nos interessa, o Costumari Català.

- Costumes individuais: seguindo o curso da vida, desde o nascimento até a morte. Estes conteúdos seriam parte de um trabalho posterior, o folclore da Catalunha.

Joan Amades dedicou 35 anos à coordenação do Costumari, incluindo a compilação de informações, a elaboração, a integração dos diferentes documentos e a estruturação nos cinco volumes mencionados.